# Великолепие в тревата
„Великолепие в тревата“ (на английски: Splendor in the Grass) е американски игрален филм – драматичен романс, излязъл по екраните през 1961 година, режисиран от Елия Казан с участието на Натали Ууд, Уорън Бейти и Пат Хингъл в главните роли. Сценарият е написан от Уилям Индж, който печели „Оскар за най-добър оригинален сценарий“ на тридесет и четвъртата церемония по връчване на наградите на Академията.

## Сюжет
Произведението разказва историята на деликатното канзаско момиче Уилма Дийн (Ууд), чийто потискани страсти и забранена любов към красавеца от заможна фамилия – Бъд Стампър (Бейти), я води до силна депресия.

## В ролите
| Актьор          | Роля                         |
| --------------- | ---------------------------- |
| Натали Ууд      | Уилма Дийн „Диейни“ Лумис    |
| Уорън Бейти     | Бъд Стампър                  |
| Пат Хингъл      | Ейс Стампър, баща на Бъд     |
| Джоана Рус      | г-жа Стампър                 |
| Одри Кристи     | г-жа Лумис                   |
| Фред Стюърт     | Дел Лумис                    |
| Барбара Лодън   | Джини Стампър, сестра на Бъд |
| Зохра Лампърт   | Анджелина                    |
| Джон Макгавърн  | Док Смайли                   |
| Джен Норис      | Хуанита Хауърд               |
| Мартини Бартлет | Мис Меткалф                  |
| Гари Локууд     | Ален „Тутс“ Тътъл            |
| Санди Денис     | Кей                          |
| Кристъл Фийлд   | Хейзъл                       |
| Марла Адамс     | Джун                         |

## Награди и номинации
На 34-тата церемония по връчване на наградите „Оскар“, филмът е номиниран за отличието в 2 категории, печелейки статуетката за най-добър оригинален сценарий. Другата номинация е за най-добра главна женска роля за изпълнението на Натали Ууд, която заедно с партньора си Бийти са номинирани и за награди „Златен глобус“ за най-добри женска и мъжка роли.